# Adnan Şenses
Adnan Şenses (21 de agosto de 1935 - 25 de diciembre de 2013) fue un músico y actor turco.
Şenses nació el 21 de agosto de 1935 en Bursa. Fue educado en Ankara y continuó su educación después en el barrio Karagümrük del distrito de Fatih, en Estambul. En 1956, comenzó su carrera como cantante. Şenses fue contratado por la Radio Ankara, donde sirvió 16 años de corrido. Apareció en el escenario de muchos teatros de variedades principales, y estuvo en un total de 47 películas Yeşilçam.
Şenses murió el 25 de diciembre de 2013 a la edad de 78 años en un hospital de Estambul, donde fue tomado dos semanas antes. Había estado sufriendo de cáncer de estómago durante unos tres años.

## Filmografía
- 1960 Fakir Şarkıcı
- 1961 Ümitsiz Bekleyiş
- 1961 Minnoş
- 1961 Gönlüm Yaralı
- 1963 Avare Şoför
- 1964 Şu Kızların Elinden
- 1964 On Korkusuz Adam
- 1964 Anlatamam Utanırım
- 1965 Şıngırdak Melahat
- 1965 Melek Yüzlü Caniler
- 1965 Dağ Çiçeği
- 1966 Seni Bekleyeceğim
- 1966 Çılgın Gençlik
- 1966 Boğaziçi Şarkısı
- 1970 Çileli Bülbül
- 1971 Senede Bir Gün
- 1972 Cesurlar
- 1972 O Ağacın Altında
- 1973 Elbet Birgün Buluşacağız
- 1974 Eski Kurtlar
- 1975 Ah Nerede Vah Nerede
- 1977 Yansın Bu Dünya
- 1985 Çalınan Hayat
- 1986 Karım Beni Aldatırsa
- 1984 Gönlüm ve Ben

## Discografía
- 1974 Baştan Yarat (LP)
- 1978 Kaderimin Aynası (LP)
- 1980 Bizim Hikayemiz (LP)
- 1980 Adnan Şenses - İnci Şanlı
- 1981 25. Sanat Yılı
- 1981 Süper ´81
- 1982 Almanya Hatıralarım
- 1983 Gönlüm Ve Ben
- 1983 Yansın Bu Dünya
- 1984 Adnan Şenses - Kamuran Akkor
- 1984 Gönlümde İsyan
- 1987 İsyan Ederim
- 1991 İlk Defa Ağladım
- 1992 Senede Bir Gün
- 1993 Gözümün Bebeği
- 1994 Dokunmayın Bana
- 1994 Şüphe
- 1994 Dönme Sevgilim
- 1995 Senin Olmaya Geldim
- 1995 Yağmur Gözlüm
- 1996 Nasihat
- 1997 Sensizliği Taşıyamam
- 2000 Elveda
- 2004 Sen İstemesen De
- 2006 Adnan Şenses Klasikleri
- 2013 Adnan Şenses Bir Efsanedir